# Za Hrnčířkou
Za hrnčířkou je národní přírodní památka západně od obce Ohrozim v okrese Prostějov. Na jihu od národní přírodní památky se nachází další přírodní památka Brániska. Chráněné území spravuje Agentura ochrany přírody a krajiny ČR – regionální pracoviště Olomoucko.

## Předmět ochrany
Důvodem vyhlášení NPP Za Hrnčířkou jsou společenstva acidofilních suchých trávníků a populace vzácných a ohrožených druhů rostlin ostřice přítupé (Carex obtusata) a koniklece velkokvětého (Pulsatilla grandis), včetně jejich biotopů. V roce 2004 zde byl objeven nový druh pro ČR, ostřice přítupá (Carex obtusata). Kromě této lokality roste v ČR už jenom na sousedním kopci Malá horka v katastru obce Vícov.

## Fotogalerie

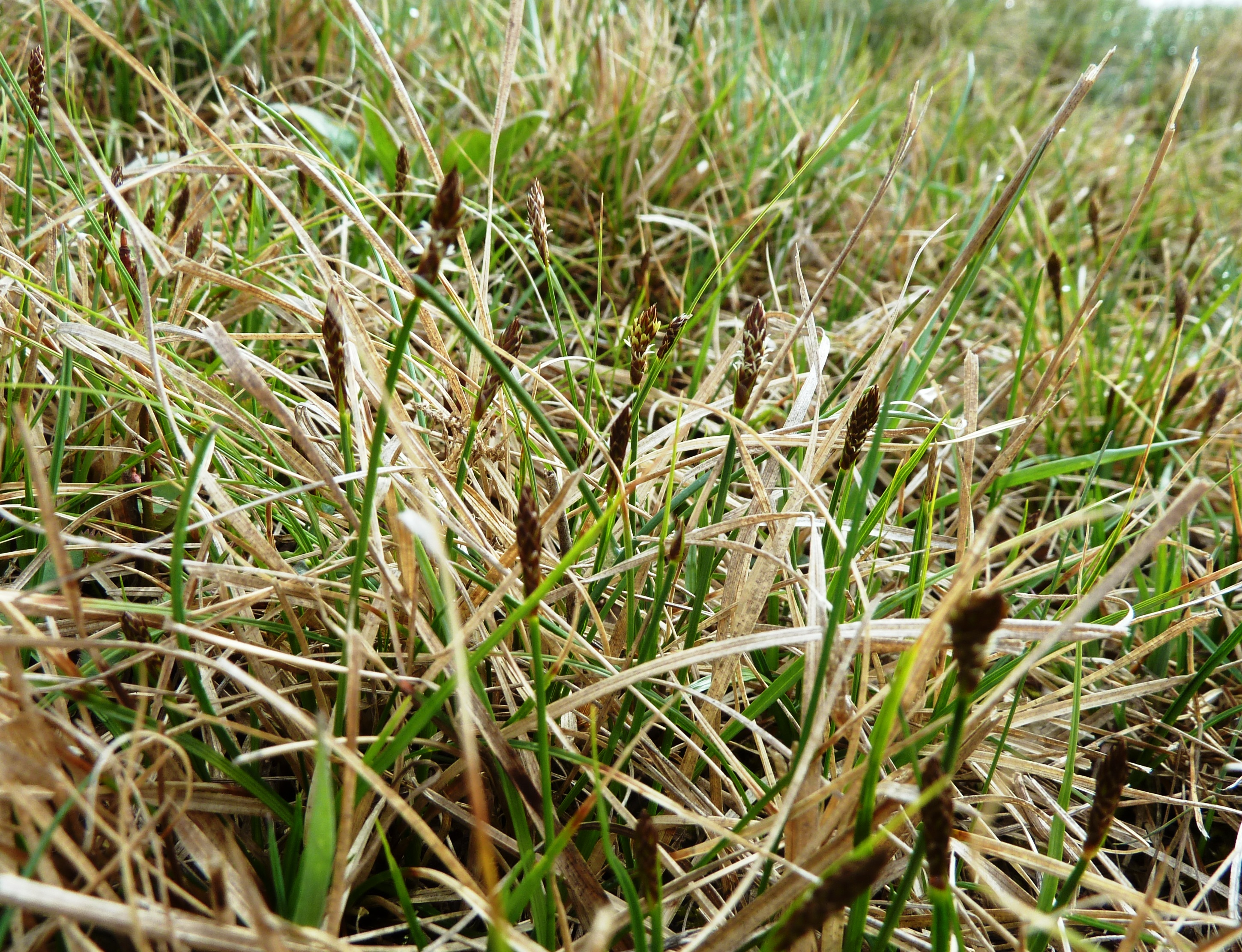
Ostřice přítupá
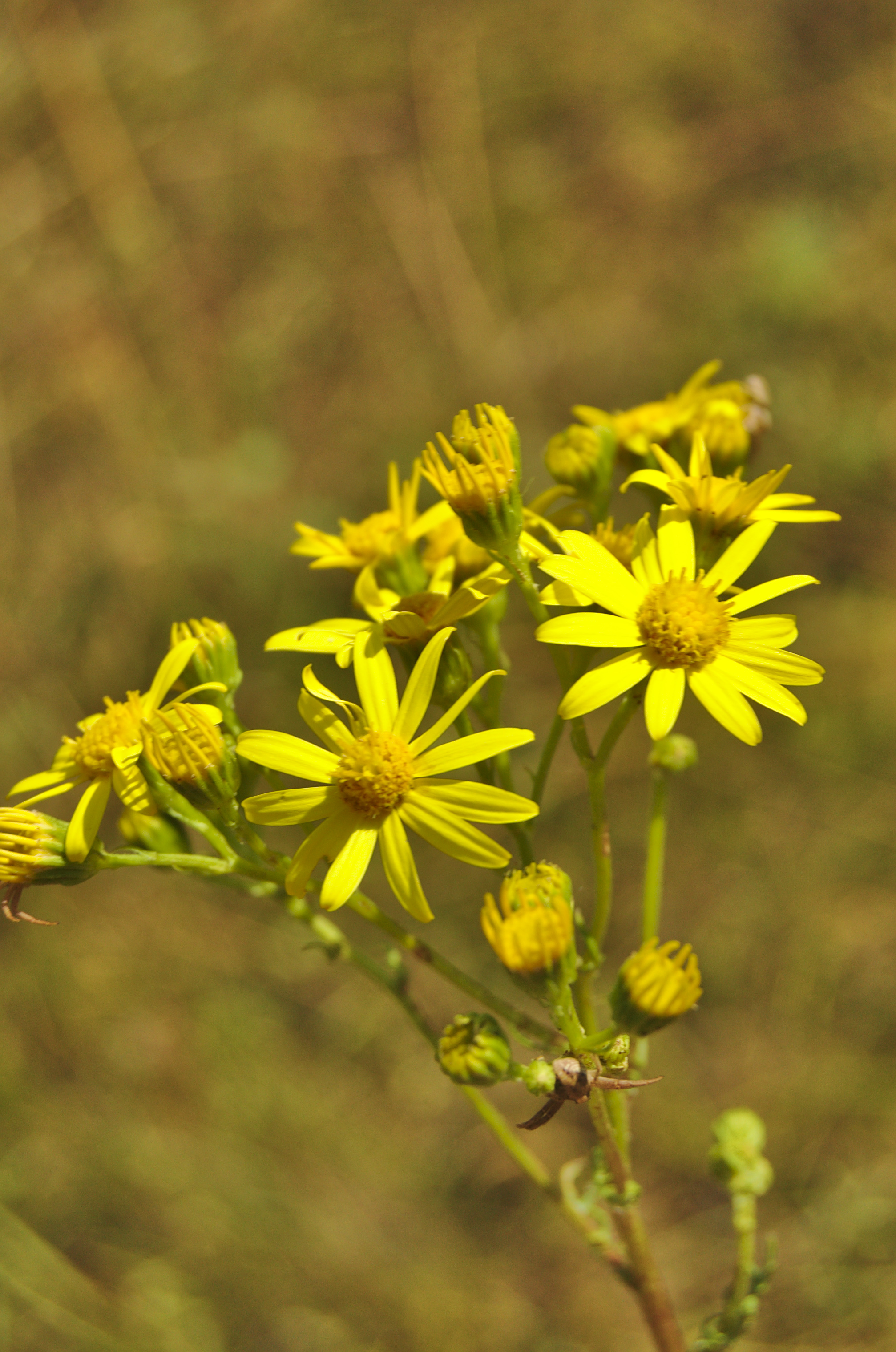
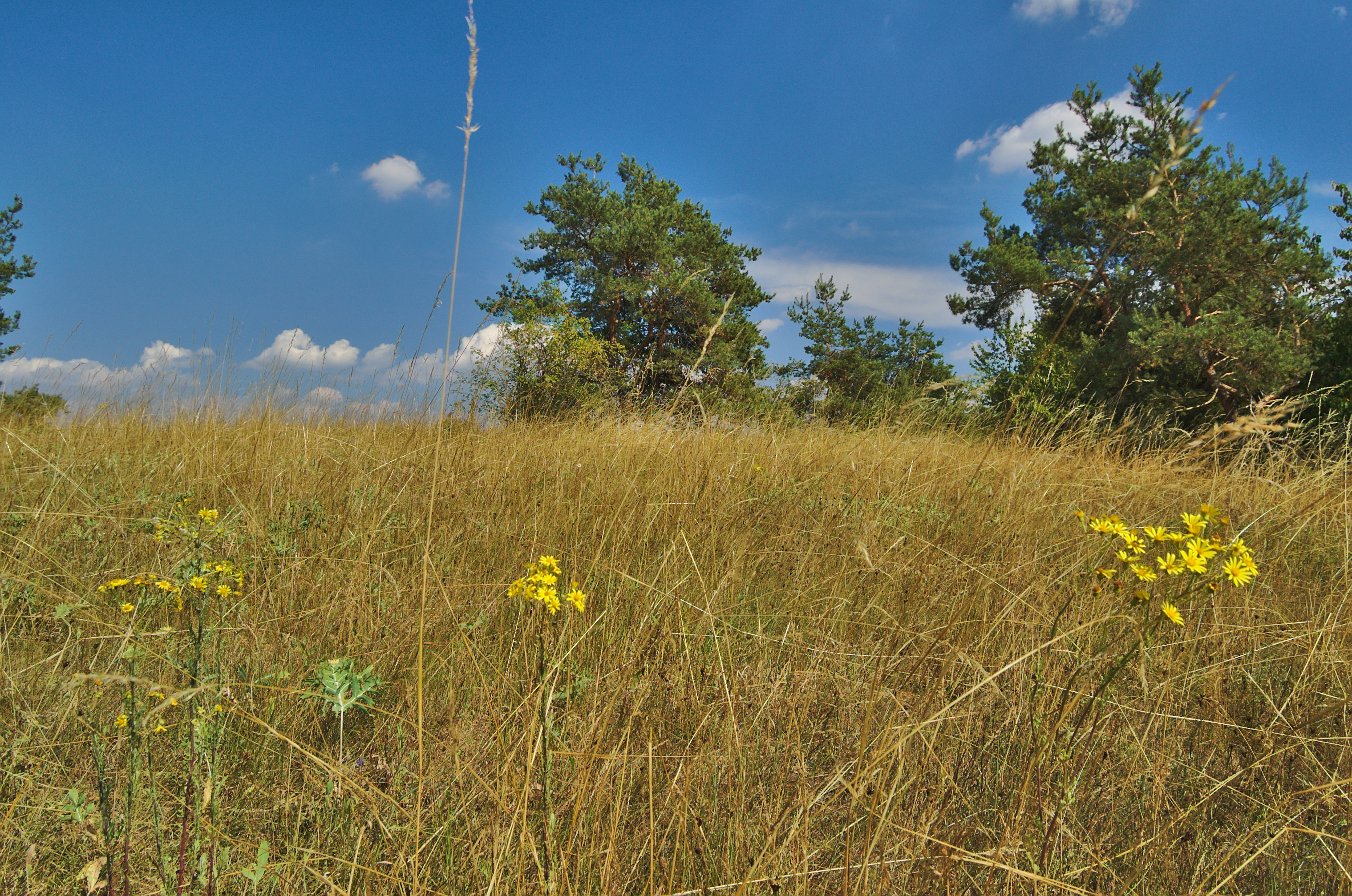
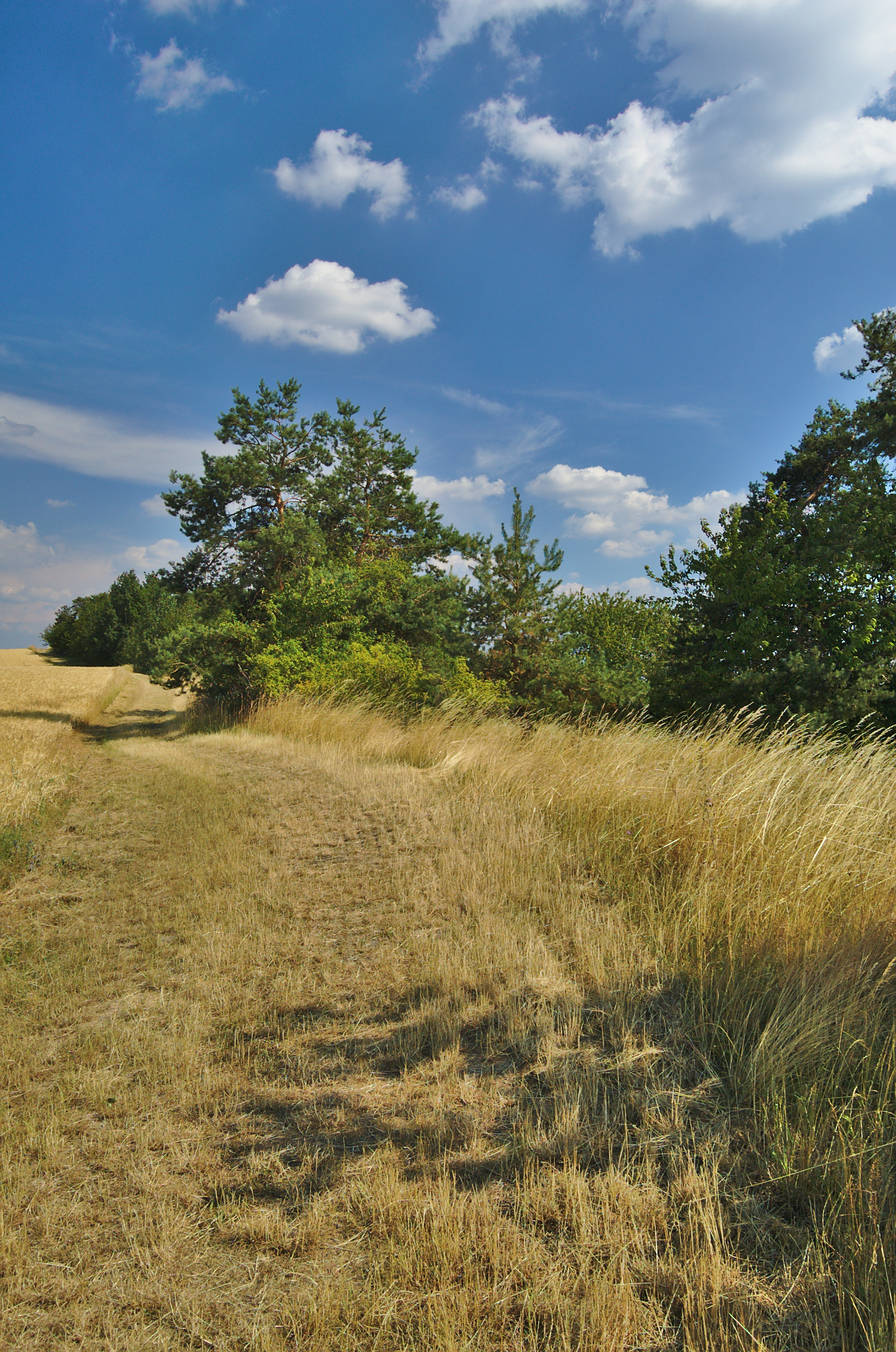